# Рошія (Арад)
Рошія (рум. Roșia) — село у повіті Арад в Румунії. Входить до складу комуни Дієч.
Село розташоване на відстані 370 км на північний захід від Бухареста, 70 км на схід від Арада, 117 км на південний захід від Клуж-Напоки, 98 км на північний схід від Тімішоари.

## Населення
За даними перепису населення 2002 року у селі проживали 82 особи, усі — румуни. Усі жителі села рідною мовою назвали румунську.